# Elk Mountain (miasto)
Elk Mountain – miasto w Stanach Zjednoczonych, w stanie Wyoming, w hrabstwie Carbon.